# 神戸市立東須磨小学校
神戸市立東須磨小学校（こうべしりつ ひがしすましょうがっこう）は、兵庫県神戸市須磨区堀池町1丁目にある市立小学校。

## 沿革

### 年表
- 1880年（明治13年）11月11日 - 神撫（かんなで）小学校創立
- 1884年（明治17年）5月1日 - 摂西小学校と校名を改める。
- 1887年（明治20年）4月 - 摂西尋常小学校と校名を改める。
- 1889年（明治22年）4月 - 須磨村立小学校となる。
- 1893年（明治26年）1月 - 須磨尋常小学校と校名を改める。
- 1900年（明治33年）4月 - 板宿尋常小学校と校名を改める。
- 1904年（明治37年）
  - 4月 - 板宿尋常高等小学校と校名を改める。
  - 11月 - 校舎を現在の地に新築。 東須磨尋常高等小学校と校名を改める。
- 1920年（大正9年）4月 - 神戸市立東須磨尋常小学校となる。
- 1941年（昭和16年）4月 - 東須磨国民学校と校名を改める。
- 1947年（昭和22年）4月 - 神戸市立東須磨小学校と校名を改める。

### 校歌
- 竹中郁作詞／海老京一作曲

## 通学区域
- 神戸市須磨区[1]
  - 板宿町3丁目[2]、戎町6丁目、大田町7 - 8丁目、大手、大手町1 - 6丁目・7丁目[3]・8 - 9丁目、奥山畑町、上細沢町、権現町1 - 3丁目、戸政町1 - 4丁目、中島町1 - 3丁目、東須磨[4]、東町1 - 4丁目、堀池町1 - 2丁目、若木町1 - 4丁目

## 校区内の主な施設
- 神戸市立飛松中学校（進学先中学校）
- 神戸市立須磨体育館
- 須磨警察署 若木交番

## 交通
- 山陽電気鉄道本線東須磨駅よりすぐ南側

## 著名な卒業生
- コザック前田（ミュージシャン、ガガガSPメンバー）
- 高橋潤子（バレーボール選手）
- 三原舞依（フィギュアスケート選手）

## 不祥事
2019年9月、同小学校の男性教諭は先輩教諭4人（30代の男3人、40代の女1人）からの暴力行為やパワーハラスメントなどの職場いじめを受けて精神的に不安定になり、療養中であることが報道された。男性教諭は先輩教諭らから他の女性教諭へ性的なメッセージを送るよう強要されたり、男性教諭の車の上に乗られたり、その車内に飲み物をわざとこぼされたりした。ほか、物で叩く、プロレス技をかける、刺激物（激辛カレー）を食べさせる、目に擦りつけるなどの暴行を受け、暴言も浴びせられた。神戸市教育委員会の調査によると、男性教諭は11日に兵庫県警察に被害届を提出しており、これらを含め約50項目のいじめがあったと訴えていた。
同校の管理職は神戸市教育委員会に対して「人間関係のトラブル」などと矮小化して報告したとされる。また、神戸市教育委員会の調査により、加害側の4人は他にも同校の教諭3人にセクハラなどの行為をしていたことも判明した。この問題に対して、文部科学省の亀岡偉民副大臣は、神戸市教育委員会に対し原因究明の徹底と加害教諭の厳正な処分を求めた。これを受けて神戸市教育委員会の長田淳教育長は教育行政に対する信頼を著しく失墜させたことを謝罪し、第三者委員会を設置して事実関係を調査したうえで、関係者を厳正に処分する方針を説明した。
2020年3月27日、神戸地方検察庁は、暴行や強要の疑いで兵庫県警察が書類送検した男女教諭4人について、2人が懲戒免職処分を受けるなど4人全員が神戸市教育委員会から懲戒処分を受けていることから社会的制裁を受けているとして、不起訴処分（起訴猶予）としたことを発表した。
2021年8月、地方公務員災害補償基金神戸市支部は被害者の男性教諭を「公務災害にあたる」と認定し、治療費や休業補償費を給付することになった。
事件に付随して本件事件の苦情対応や教育委員との窓口役を担っていた神戸市教育委員会事務局の30代の係長が、長時間労働や精神的負担によって精神疾患を発症し、2020年2月に自殺した。これを受けて自殺した係長の妻らが「係長が自殺した理由は神戸市が適切な対応を怠ったためである」として市を相手取って約1億3800万円の損害賠償を求める訴訟を神戸地方裁判所（以下、神戸地裁）に起こし、神戸地裁は係長が上司に睡眠薬を服用している旨を申告していたにも関わらず産業医の診察を受診させるなどの対応を怠ったことなどを指摘し、市に対して約1億2000万円の賠償を命じる判決を2024年5月16日に下した。

## 通学区域が隣接している学校
- 神戸市立板宿小学校
- 神戸市立だいち小学校
- 神戸市立西須磨小学校
- 神戸市立北須磨小学校
- 神戸市立横尾小学校